# Kościół św. Wawrzyńca w Toruniu
Kościół św. Wawrzyńca – kościół, który znajdował się w prawobrzeżnej części miasta, w sąsiedztwie zespołu staromiejskiego, przy ob. ulicy Wały gen. Sikorskiego. Rozebrany w 1824 roku.

## Historia
Drewniany kościół istniał od lat 60. XIII w. Nieznana jest data wzniesienia murowanego kościoła. Przebudowa mogła mieć miejsce pod koniec XIII lub w I poł. XIV w. Murowana świątynia istniała od 1349 roku, kiedy to miasto otrzymało budynek na własność. Była to filia kościoła św. Janów.
W 1383 roku odlano dzwon, który zawisł w kościele św. Wawrzyńca. Jest to jeden z najstarszych dzwonów w Polsce, obecnie znajduje się w kościele Wniebowzięcia Najświętszej Marii Panny w Toruniu.
Kościół był przystosowany do obrony Torunia, był kilkukrotnie niszczony podczas działań wojennych (m.in. w latach 1422, 1657 i 1703) i odbudowywany. W 1712 roku został po raz ostatnio odnowiony. Ze względu na trudności finansowe parafii nie odbudowano całej świątyni. Ograniczono się wyłącznie do odnowienia prezbiterium i zabezpieczenia budynku, pozostawiając ściany korpusu nawowego w zgliszczach. W 1807 roku wojsko przejęło świątynię. Został przekształcony w magazyn wojskowy. W 1824 roku budynek rozebrano. W jego miejscu zbudowano wozownię artyleryjską, obecnie siedzibę Muzeum Etnograficznego im. Marii Znamierowskiej-Prüfferowej w Toruniu. Parafia św. Wawrzyńca istniała w następnych latach, po utracie swojego kościoła otrzymała kościół Wniebowzięcia Najświętszej Marii Panny.
Wygląd kościoła jest znany dzięki rysunkowi panoramy Torunia autorstwa Georga Friedricha Steinera, a także kopii zaginionego rysunku z pocz. XIX w., pochodzącego ze zbiorów rodziny Weese. Na zachowanej kopii z kolekcji rodziny Weese widać zamknięty deskami zachodni szczyt prezbiterium kościoła.
W pobliżu kościoła św. Wawrzyńca stały kościół św. Krzyża, istniejący od poł. XIV w. do ok. XVI w., i szpital św. Wawrzyńca, wzniesiony w 1441 roku na miejscu klasztoru benedyktynek i zburzony w XVI w.
Obok kościoła znajdował się szpital św. Wawrzyńca. Istniał on co najmniej od 1443 roku. Na jego potrzeby zbudowano cmentarz, gdzie pochowano między innymi 70 buntowników, którzy sprzeciwili się zwolennikom rządów zakonu krzyżackiego. Cmentarz św. Wawrzyńca był wykorzystywany do początku XIX wieku przez katolików z Chełmińskiego Przedmieścia, Mokrego i Rubinkowa.
Dzwony z rozebranego kościoła trafiły do kościoła Wniebowzięcia Najświętszej Marii Panny w Toruniu oraz do kaplicy św. Barbary na Barbarce, wzniesionej przed 1820 rokiem. Do kościoła Wniebowzięcia Najświętszej Marii Panny trafiły również kielichy mszalne.